# 이순탁
이순탁(李順鐸, 1897년 11월 7일~?)은 한국의 경제학자이다. 본관은 연안(延安)이며, 호는 효정(曉亭)이다.

## 학력
- 교토 제국대학 경제학 학사

## 생애
교토 제국대학 경제학 학사 학위를 취득한 뒤 1932년에 연희전문학교 상학과과장을 역임했다.
1933년에 연전상과사건에 연루되며 구속되었으며, 광복 후에는 미군정부 입법회의위원, 연희대학교 초대 상경대학장, 대한민국정부기획처 초대처장, 대한금융조합연합회 회장 등을 역임했다.
1950년, 6·25 전쟁 일어나며 납북되었다.